# デヴェンドラ・バンハート
デヴェンドラ・バンハート（Devendra Banhart、1981年5月30日 - ）は、アメリカ合衆国の男性シンガーソングライター。
テキサス州ヒューストン生まれ、ベネズエラで育ち、母親の再婚を機にロサンゼルスへと移住する。12歳から曲を書き始め、芸術学校にも通うが、米国内をはじめパリにも住むなど、各地を転々とする。
2000年頃からロス近郊でライヴ活動を開始し、2002年に1stアルバム『Oh Me Oh My…』をリリース。“1930年代の音のよう”と形容される土着的な オルタナティヴ・フォーク を展開し注目を集めている。
浅川マキを絶賛しており、2011年の来日公演の際には亡くなったばかりの浅川に哀悼の意を示した。

## ディスコグラフィー

### アルバム
- The Charles C. Leary （2002年、hinah）
- Oh Me Oh My （2002年、ヤング・ゴッド）
- リジョイシング・イン・ザ・ハンズ - Rejoicing in the Hands （2004年、ヤング・ゴッド）
- ニーノ・ロッホ - Niño Rojo （2004年、ヤング・ゴッド）
- クリップル・クロウ - Cripple Crow （2005年、XL）
- スモーキー・ロールズ・ダウン・サンダー・キャニオン - Smokey Rolls Down Thunder Canyon （2007年、XL）  全米115位
- ホワット・ウィル・ウィー・ビー - What Will We Be （2009年、ワーナー・ブラザース） 全米139位
- Mala （2013年、ノンサッチ） 全米139位

### シングル、EP
- The Black Babies (2003)
- Sight To Behold/Be Kind (2004)
- Little Yellow Spider (2004)
- At The Hop (2004)
- I Feel Just Like A Child (2005)
- Heard Somebody Say (2005)

### コンピレーション、コラボレーション
- The Golden Apples of the Sun (2004)
- Jana Hunter / Devendra Banhart (with Jana Hunter, 2005)
- Love Above All (2007)
- Surfing (as Megapuss with Gregory Rogove, 2008)

## 来日公演
- Summer Sonic 2006
- Devendra Banhart & the Grogs (2010)
- Devendra Banhart & the Grogs (2011)
- ANDY CABIC (VETIVER) & DEVENDRA BANHART JAPAN TOUR (2012)

## その他の活動

### 映画出演
- キミに逢えたら! (2008)